# Gustaf Celsing den yngre
Gustaf Celsing den yngre, född den 9 januari 1723, död den 30 januari 1789, var en svensk friherre, diplomat och ämbetsman. Han var son till Gustaf Celsing den äldre och bror till Ulric Celsing.
Celsing sändes redan i unga år till Turkiet för att tillvarata Sveriges intressen där under en period, då den svenske ministern av hänsyn till Ryssland måste hemkallas. Genom klokhet, fasthet och takt lyckade han under 1740-talet svåra krig skaffa Sverige ett värdefullt stöd från Turkiets sida. Han blev envoyé 1750, och företrädde därefter i över 20 år Sverige i Konstantinopel och lyckades under alla utrikespolitiska skiften bevara de goda förbindelserna med Turkiet, som för den svenska politiken framstod som en nödvändig bundsförvant mot Ryssland. År 1770 utnämndes han till president i kommerskollegium och 1773 återvände han hem.